# 일본 조폐국

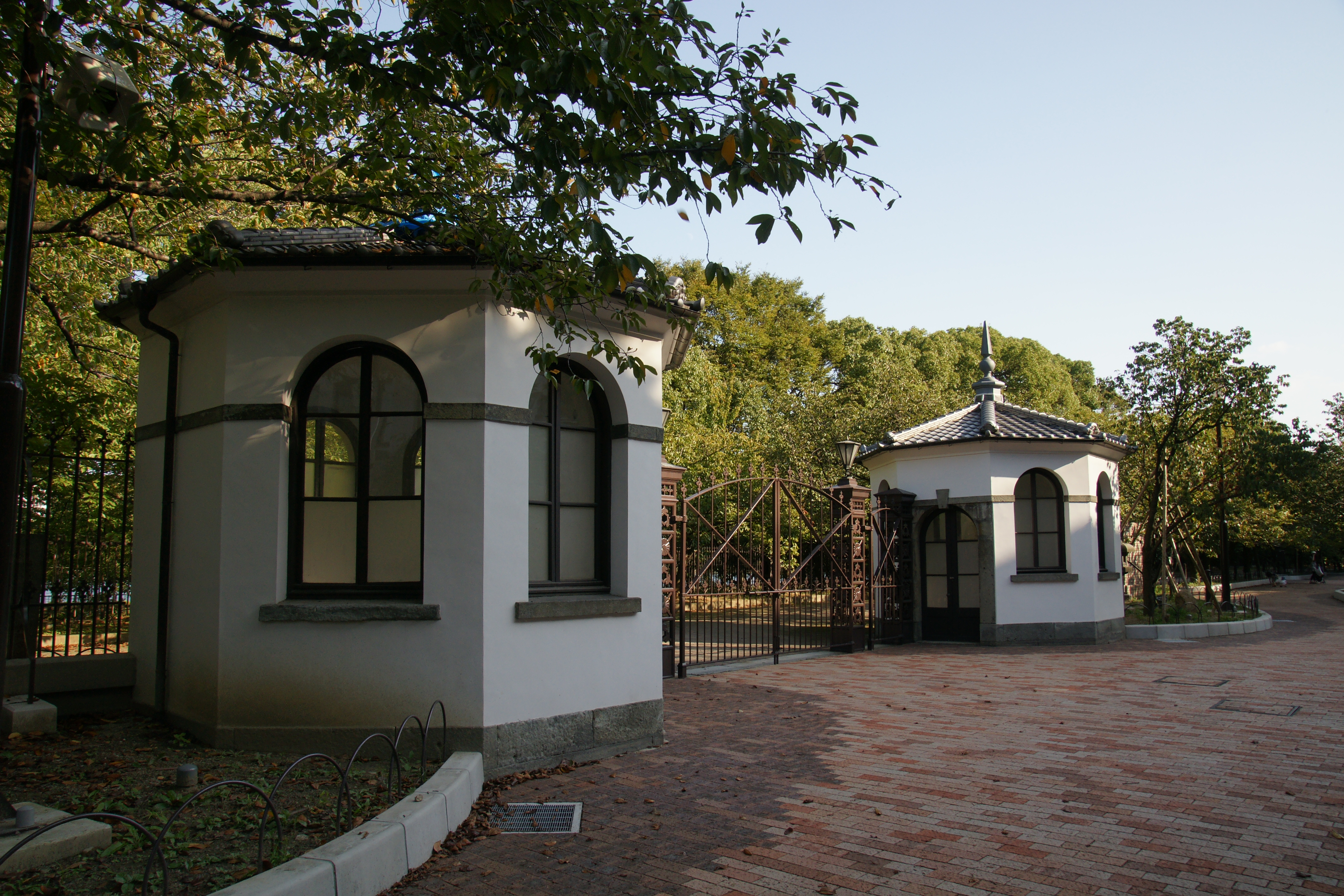

독립행정법인 조폐국(일본어: 独立行政法人 造幣局)은 동전 및 주화 제조, 훈장, 포장 및 금속 공예품 제조, 광물 분석 및 시험, 귀금속의 정제, 귀금속 제품 품질 증명 등의 업무를 담당하는 일본의 관공서이다. 본사는 오사카시 기타 구에 있고, 본사 안에는 조폐 박물관이 있다. 그리고 지국 두 곳이 도쿄도와 히로시마시에 설치 운영되고 있다.

## 역사
오사카시에 있는 조폐국 본사는 1871년에 대장성 조폐기숙사라는 이름으로 세워져, 1877년에는 조폐국이란 이름으로 고쳐졌고, 1949년 6월 1일부터 1952년 7월 31일까지는 조폐청으로 개칭한후 다시 조폐국이란 이름으로 개칭하였다. 그리고 2003년 4월에는 사실상 독립 행정 법인이 되었다.

## 같이 보기
- 일본 국립인쇄국